# DFS 346

三面図

DFS 346はドイツのロケット実験機である。第2次大戦中にドイツで計画されたが、終戦までに完成しなかった。ソビエトに接収され、ソビエトで完成され試験飛行された。設計者はドイツ滑空機研究所のフェリックス・クラハト (Felix Kracht) である。
DFS 346はドルニエ Do 217のような大型機から空中で切り離されてマッハ2.6までロケットで加速した後、滑空して写真偵察の用途にもちいることが計画されていた。
終戦によって、ソビエトに接収され、1946年10月22日, OKB-2（第2設計局、後のラドゥガ設計局）によって開発が継続されることになった。
1947年に、試作機が組み立てられ、やはり接収されたボーイング B-29（当時それを模倣したTu-4が製造されていた）から切り離され滑空試験をおこなった。1951年まで、滑空試験が行われ、1951年8月13日、エンジンの1部をもちいた飛行が行われた。9月に飛行をおこなったが900km/hに加速中に操縦不能になり、パイロットは脱出した。
この飛行で機体が失われ、346の計画は中止され、Bisnovat 5計画に引き継がれた。